# جوردن غرانت
جوردن غرانت (بالإنجليزية: Jordan Grant) هي لاعب هوكي الحقل نيوزيلندية، ولدت في 22 مارس 1991 في نيوزيلندا.